# Laurent-Polynom
Ein Laurent-Polynom (nach Pierre Alphonse Laurent) ist in der Mathematik eine Verallgemeinerung des Begriffs Polynom. Beim Laurent-Polynom sind auch negative Exponenten zugelassen.

## Definition
Ein Laurent-Polynom über einem kommutativen Ring {\displaystyle R} ist ein Ausdruck der Form
{\displaystyle p(X)=\sum _{k\in \mathbb {Z} }a_{k}X^{k},\quad a_{k}\in R},
bei dem nur endlich viele Ringelemente {\displaystyle a_{k}} von 0 verschieden sind. Ein Laurent-Polynom kann also als eine Laurent-Reihe mit nur endlich vielen von 0 verschiedenen Koeffizienten angesehen werden.

## Der Ring der Laurent-Polynome
Mit Laurent-Polynomen rechnet man formal wie folgt:
Addition: {\displaystyle {}\quad \quad \sum _{i\in \mathbb {Z} }a_{i}X^{i}\,+\,\sum _{i\in \mathbb {Z} }b_{i}X^{i}=\sum _{i\in \mathbb {Z} }(a_{i}+b_{i})X^{i}},
Multiplikation: {\displaystyle \sum _{i\in \mathbb {Z} }a_{i}X^{i}\,\cdot \,\sum _{j\in \mathbb {Z} }b_{j}X^{j}=\sum _{k\in \mathbb {Z} }\left(\sum _{i,j:i+j=k}a_{i}b_{j}\right)X^{k}}.
Diese Operationen machen die Menge {\displaystyle R[X,X^{-1}]} zu einem Ring, dem sogenannten Laurent-Ring über {\displaystyle R}. 
Es handelt sich sogar um einen R-Modul, wenn man die Multiplikation mit Elementen {\displaystyle a\in R} in naheliegender Weise wie folgt definiert:
Skalare Multiplikation: {\displaystyle a\cdot \sum _{i\in \mathbb {Z} }a_{i}X^{i}\,=\,\sum _{i\in \mathbb {Z} }(aa_{i})\,X^{i}}.
In vielen Anwendungen ist {\displaystyle R} ein Körper, {\displaystyle R[X,X^{-1}]} ist dann eine {\displaystyle R}-Algebra.

## Eigenschaften
- Man erhält {\displaystyle R[X,X^{-1}]} aus dem Polynomring {\displaystyle R[X]}, indem man die Unbestimmte {\displaystyle X} invertiert. Der Laurent-Ring über {\displaystyle R} ist damit die Lokalisierung von {\displaystyle R[X]} nach der von den positiven Potenzen von {\displaystyle X} erzeugten Halbgruppe.
- Die Einheiten von {\displaystyle R[X,X^{-1}]} sind von der Form {\displaystyle aX^{i}}, wobei {\displaystyle a\in R} eine Einheit und {\displaystyle i\in \mathbb {Z} } ist.
- Der Laurent-Ring über {\displaystyle R} ist isomorph zum Gruppenring von {\displaystyle \mathbb {Z} } über {\displaystyle R}.

## Derivationen des Laurent-Rings
Es sei {\displaystyle R} ein Körper. Dann ist die Menge der Derivationen auf {\displaystyle R[X,X^{-1}]} eine Lie-Algebra. 
Die formale Ableitung 
{\displaystyle {\frac {\partial }{\partial X}}:\,\sum _{i\in \mathbb {Z} }a_{i}X^{i}\mapsto \sum _{i\in \mathbb {Z} }i\cdot a_{i}X^{i-1}}
ist eine solche Derivation. Daher ist auch für jedes {\displaystyle p(X)\in R[X,X^{-1}]} durch die Definition {\displaystyle \textstyle T_{p(X)}:=p(X){\frac {\partial }{\partial X}}} eine Derivation gegeben. Dies ist die allgemeinste Derivation auf {\displaystyle R[X,X^{-1}]}. 
Ist nämlich {\displaystyle T} eine solche Derivation, so ist {\displaystyle p(X):=T(1\cdot X)\in R[X,X^{-1}]} und man kann {\displaystyle T=T_{p(X)}} zeigen.
Die Derivationen {\displaystyle \textstyle d_{n}:=T_{-X^{n+1}}=-X^{n+1}{\frac {\partial }{\partial X}},\,n\in \mathbb {Z} }, bilden daher eine Basis. Durch eine kurze Rechnung bestätigt man die Kommutatorrelationen
- {\displaystyle [d_{m},d_{n}]\,=\,(m-n)d_{m+n}} für alle {\displaystyle m,n\in \mathbb {Z} }.

(siehe Witt-Algebra). Weiter gilt
- {\displaystyle d_{0}(X^{n})=-n\cdot X^{n}} für alle {\displaystyle n\in \mathbb {Z} }.

Daher nennt man {\displaystyle -d_{0}\,} auch die Grad-Derivation.